# Neurophénoménologie
La neurophénoménologie est le nom donné à un programme de recherche scientifique dont l’objectif est de répondre au problème difficile de la conscience de manière pragmatique. La neurophénoménologie combine les neurosciences et la phénoménologie pour étudier l’expérience, l’esprit et la conscience. Elle met l'accent sur la cognition incarnée. La neurophénoménologie est un domaine lié à la neuropsychologie, la neuroanthropologie, les neurosciences comportementales et l’étude de la phénoménologie en psychologie.

## Vue d'ensemble

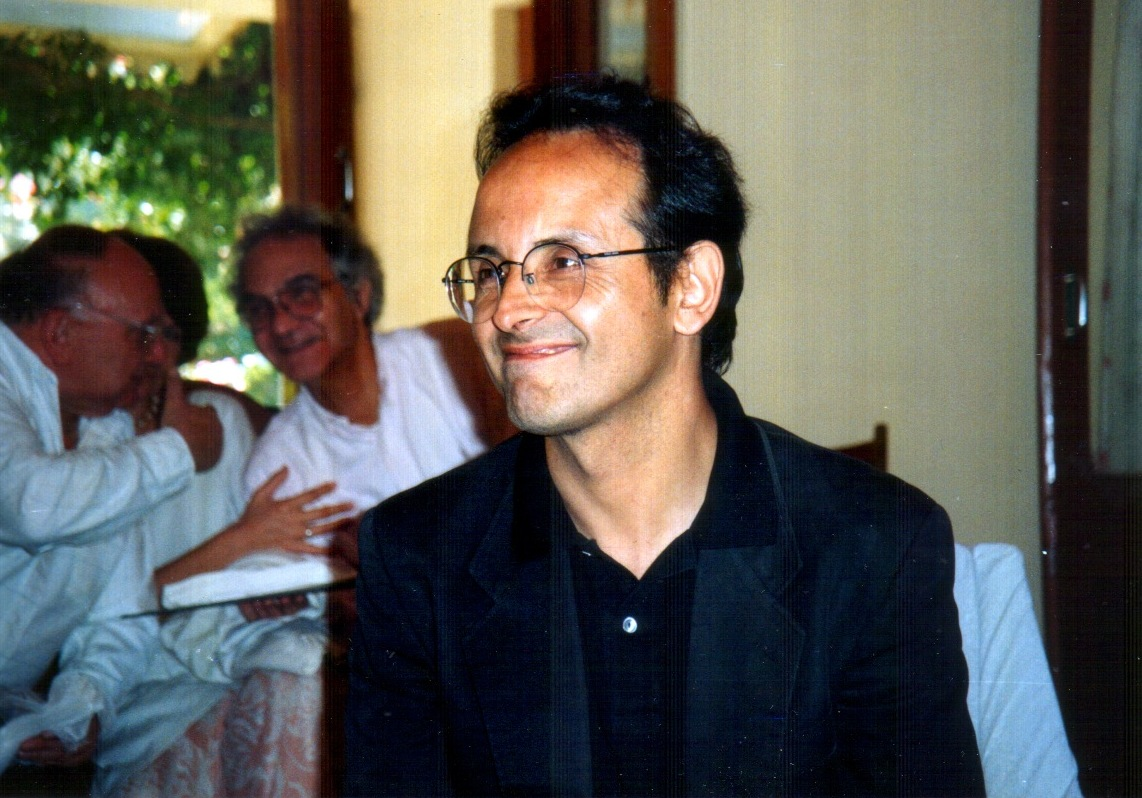
Le neuroscientifique de la cognition Francisco Varela

Le nom « neurophénoménologie » a été inventé par C. Laughlin, J. McManus et E. d’Aquili en 1990. C’est toutefois le neuroscientifique de la cognition Francisco Varela qui se l’est approprié et lui a donné une compréhension distincte dans le milieu des années 1990. Ses travaux ont inspiré de nombreux philosophes et neuroscientifiques à continuer sur cette voie.
La phénoménologie est une méthode philosophique d’investigation de l’expérience. Elle s’intéresse à l’examen de phénomènes divers tels qu’ils apparaissent à la conscience, c’est-à-dire du point de vue du sujet, à la première personne. Les neurosciences ont le cerveau pour objet d’étude et tendraient à présenter des résultats à la troisième personne. La neurophénoménologie s'intéresse à comment les apparences se présentent à nous, et comment nous leur attribuons un sens,.
Le philosophe Edmund Husserl est considéré comme celui qui a fait de la phénoménologie une discipline philosophique cohérente avec une méthodologie concrète pour étudier la conscience. Husserl était un ancien étudiant de Franz Brentano, et pensait que pour étudier l’esprit, il était important d’admettre que la conscience se caractérisait par son intentionnalité. Autrement dit, la conscience est toujours la conscience « de quelque chose ». Au milieu du 20e siècle, le philosophe Maurice Merleau-Ponty a par ailleurs accordé une importance particulière à la phénoménologie de « l’embodiment ».
La phénoménologie et les neurosciences ont des intérêts convergents. Le dialogue entre ces deux disciplines reste toutefois un sujet de controverse, principalement en raison de désaccords ontologiques entre la phénoménologie et la Philosophie de l'esprit. Husserl était lui-même très critique concernant les tentatives de « naturaliser » la philosophie, et sa phénoménologie était fondée sur une critique de l’empirisme, du « psychologisme » et de « l’anthropologisme » en tant que positions contradictoires en philosophie et en logique,. Le philosophe Hubert Dreyfus a par ailleurs fait une critique influente des hypothèses ontologiques des sciences cognitives qui a poussé des scientifiques de la cognition et des neuroscientifiques à étudier la phénoménologie et les sciences cognitives incarnées (en) et/ou l’énaction. L’analyse du Rythme cérébral par le neuroscientifique Walter Freeman a par exemple une approche marquée par l’influence de Merleau-Ponty.
La philosophe Natalie Depraz a récemment proposé d’affiner la neurophénoménologie de Francisco Varela en étudiant l’interaction entre l’expérience émotionnelle du sujet et le fonctionnement de son rythme cardiaque et elle a nommé son approche inspirée de la neurophénoménologie “cardiophénoménologie”.